# Il barone di Münchhausen (film 1943)
Il barone di Münchausen, o Le avventure del barone di Münchausen (Münchhausen), è un film tedesco del 1943 diretto da Josef von Báky, dedicato alla figura leggendaria del barone di Münchhausen.
È una commedia fantastica avventurosa ispirata ai racconti che Rudolf Erich Raspe pubblicò su una rivista berlinese e che poi uscirono rielaborati e scritti in inglese con il titolo di Baron Münchhausen's Narrative of His Marvellous Travels and Campaigns in Russia; le avventure vennero riviste ed estese da Gottfried August Bürger, il cui libro Wunderbare Reisen zu Wasser und zu Lande: Feldzüge und lustige Abenteuer des Freiherrn von Münchhausen rese popolarissimo il personaggio. Karl Friedrich Hieronymus, barone di Münchhausen (1720-1797) fu un personaggio realmente esistito che, negli ultimi anni della sua vita avventurosa, si ritirò in campagna dove intratteneva gli amici e i conoscenti con storie mirabolanti e incredibili di cui sarebbe stato protagonista.
Fu il primo lungometraggio a soggetto girato con pellicola Agfacolor, prodotta e commercializzata in Germania dall'Agfa nel 1936, sino ad allora usata solo per documentari e cortometraggi.

## Trama
Il barone di Münchhausen è un bizzarro personaggio governante di una piccola regione della Germania. Un giorno assieme alla moglie Catherine decide di assistere ad una recita che ripropone proprio le sue avventure.
La vicenda è ambientata nel 1700 e il barone assieme al suo servo Christian, grazie ad un magico siero della giovinezza, non invecchia mai e viene quasi sempre coinvolto in bizzarre e buffe situazioni; come quelle in cui egli distrugge il suo mantello, perché divenuto aggressivo improvvisamente. Finalmente il barone di Münchhausen decide di dare una svolta alla sua vita e così parte per la guerra della Russia contro il regno turco. In trincea per sbaglio viene catapultato con un colpo di cannone nell'accampamento nemico: il bello è che l'uomo ha compiuto l'intero viaggio a cavallo della palla sparata. Dopo la sua avventura in guerra il barone incontrerà molte donne, tra le quali Caterina II di Russia e Christine, e deciderà di compiere un viaggio sulla luna per starsene in pace.

## Storia

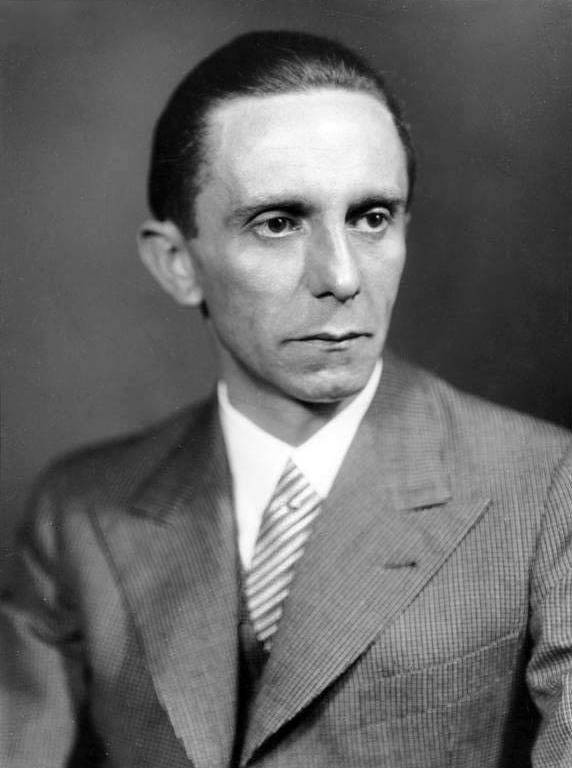
Joseph Goebbels

Il ministro per la Propaganda Joseph Goebbels ordinò la produzione di Münchhausen in occasione della celebrazione del 25º anniversario della nascita dello studio cinematografico UFA. Lo Jubiläumsfilm o "film anniversario" fu commissionato personalmente da Goebbels e Fritz Hippler venne scelto come supervisore alla produzione dell'opera. Hippler, che era stato inserito da Goebbels nella Reichsfilmdramaturg nel 1939, aderiva alla convinzione che ogni disciplina artistica, incluso il cinema, dovesse essere messa a servizio della propaganda del partito, che il regime nazista considerava fondamentale, a seguito della politica del Gleichschaltung.
Münchhausen rappresentò il culmine dello stile Volksfilm dei film di propaganda, ideati appositamente per intrattenere le masse e distrarre la popolazione dalla guerra, ricorrendo a colori sgargianti e agli effetti speciali. L'uscita nel 1939 negli Stati Uniti del film in Technicolor Il mago di Oz era stato di grande influenza per Goebbels. Fin dal 1940 i laboratori tedeschi dell'Agfa stavano producendo la propria versione della pellicola a colori che avrebbe dovuto "sorpassare la tecnica degli americani in tutto e per tutto" secondo i diari di Goebbels.
Münchhausen fu la terza pellicola prodotta e girata in Germania utilizzando il nuovo negativo Agfacolor. Hippler e il dirigente dell'Ufa Eberhard Schmidt assunsero Erich Kästner per la sceneggiatura, una decisione altamente controversa, dato che molte delle precedenti opere di Kästner come Fabian erano state messe al bando dopo il 1933 quando il partito nazista iniziò a censurare l'arte cosiddetta "degenerata".
Hippler raccontò a posteriori che quella decisione gli costò l'allontanamento dal suo posto di lavoro, tuttavia Goebbels scrisse nel suo diario che "alcolismo, e problemi familiari" erano stati la reale causa del suo licenziamento. Kästner scrisse il copione utilizzando lo pseudonimo Berthold Bürger, ispirandosi a Gottfried Bürger, traduttore in tedesco degli scritti di Rudolf Erich Raspe, creatore del barone di Münchhausen, e a Bertolt Brecht, un amico di Kästner che era stato mandato in esilio nel 1933 dal Terzo Reich. Il copione finale fu tratto dal testo originale pubblicato nel 1785 ma attingendo anche da altre due versioni: quella del 1839 di Karl Leberecht Immermann e quella del 1920 di Carl Haensel.

## Produzione
La produzione del film incominciò nel 1941 con un budget iniziale di oltre 4,5 milioni di Reichsmark (ℛℳ) salito poi a più di 6,5 milioni di ℛℳ, a causa della decisione di Goebbels di "sorpassare gli effetti speciali e la nitidezza dei colori" del film in Technicolor Il ladro di Bagdad di Alexander Korda. Josef von Báky si ispirò a grandiose produzioni hollywoodiane come Biancaneve e i sette nani e Via col vento. Emil Hasler e Otto Gülstorff disegnarono i set, mentre Konstantin Irmen-Tschet si occupò del montaggio e della messa in scena in generale (effetti speciali inclusi).
Il budget del film consentì a von Báky e al suo staff possibilità quasi illimitate per mettere in scena la visione superlativa di Kästner del barone di Münchhausen. La scena della cena ambientata in un palazzo russo incluse vere posate d'oro e d'argento e ceramiche in porcellana provenienti da alcuni musei, protette sul set da SS travestiti con costumi di scena mentre si girava. La sequenza delle scene a Venezia fu girata veramente nella città lagunare, con Irmen-Tschet che riuscì ad ottenere un permesso di accesso privato al Canal Grande per l'intera giornata di riprese.

## Accoglienza
Adolf Hitler e Goebbels erano in disaccordo su come il Terzo Reich dovesse produrre film di propaganda, in quanto Goebbels propendeva per lo stile Volksfilm, che privilegiava l'intrattenimento sull'esaltazione dei principi nazionalsocialisti. Egli si riferiva a Münchhausen come un "film popolare nel vero senso del termine".
Il film venne distribuito in un momento cruciale per il regime nazista dopo la pesante sconfitta subita nella battaglia di Stalingrado e fu un tentativo di rinvigorire il popolo tedesco. L'opera forniva un sollievo dall'orrore della guerra e, in quanto uno dei nuovi fantastici film prodotti dal Ministero della Propaganda, rappresentava una rara opportunità di escapismo. Dopo aver visionato alcune parti del film, Hitler ordinò a Goebbels di assicurarsi che "Kästner non ottenesse nessun altro incarico in futuro".
Quando il film uscì nelle sale aveva una durata di 133 minuti, tuttavia una seconda versione revisionata dalla censura fu distribuita tre mesi dopo con una lunghezza totale di 118 minuti, indicando la decisione di rimuovere gli aspetti più controversi del film da parte del Ministero della Propaganda. Oggi ne esiste una versione di 114 minuti conservata nella Murnau Foundation.
Sia durante la seconda guerra mondiale sia nel dopoguerra, al film arrise un grande successo commerciale e di critica, che fece guadagnare alla pellicola l'appellativo di “più grande film tedesco a colori di tutti i tempi” dallo storico cinematografico Eric Rentschler.